# Wickel (Blütenstand)

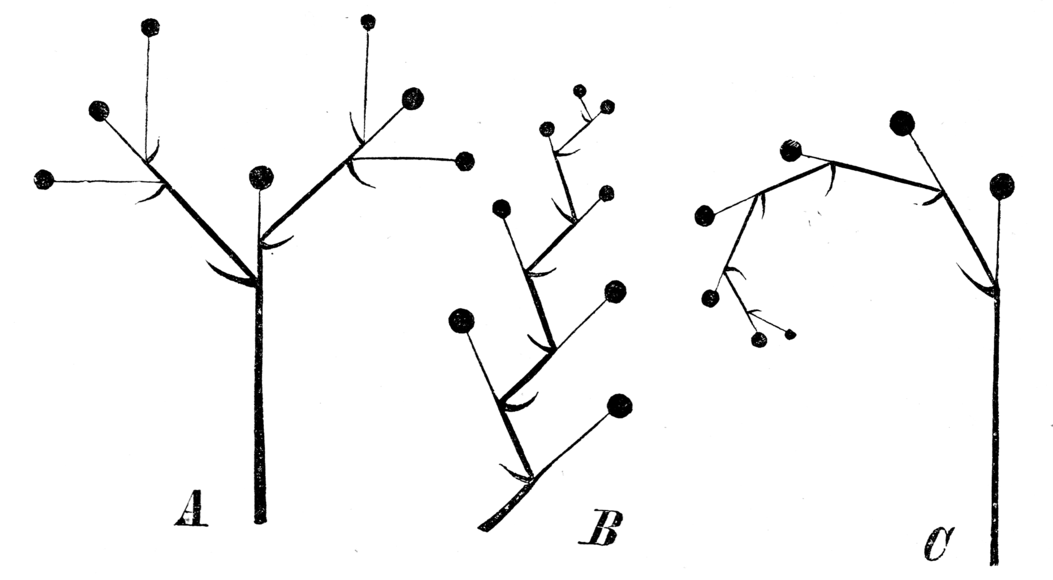
A Dichasium, B Wickel, C Schraubel

Unter Wickel versteht man eine bestimmte Blütenstandsform (Cincinnus). Unter der endständigen Blüte der Hauptachse geht nur eine durch eine Blüte abgeschlossene Nebenachse ab, die fortgesetzt abwechselnd rechts und links wieder je eine Nebenachse mit Blüte treibt. Die Wickel findet man beispielsweise bei der Tomate oder beim Vergissmeinnicht (z. B. Myosotis sylvatica).
Die Wickel leitet sich vom Dichasium ab, indem statt zwei Seitenästen nur einer gebildet wird. Befindet sich der Seitenast immer auf der gleichen Seite, spricht man von einer Schraubel. 
Eine Variante ist die Doppelwickel. Diese hat die erste Verzweigung auf beiden Seiten der Hauptachse und weitere wie eine einfache Wickel. 

Doppelwickel